# Thuidium blandowii
Thuidium blandowii là một loài rêu trong họ Thuidiaceae. Loài này được (F. Weber & D. Mohr) Schimp. mô tả khoa học đầu tiên năm 1852.